# Софиевка (Лебединский район)
Софиевка (укр. Софіївка) — село, Будильский сельский совет, Лебединский район, Сумская область, Украина.
Код КОАТУУ — 5922981207. Население по переписи 2001 года составляло 13 человек.

## Географическое положение
Село Софиевка находится недалеко от истоков реки Будылка.
На расстоянии до 2-х км расположены сёла Грабцы и Радчуки. Рядом проходит автомобильная дорога Т-1918.